# 印度－台北協會
25°02′04.0″N 121°33′40.2″E / 25.034444°N 121.561167°E
印度台北協會（英語：India Taipei Association）是印度對台灣派駐的實質大使館，1995年成立。
另外，台灣方面相應單位是位於印度新德里的駐印度台北經濟文化中心。

## 外部連結
- 印度－台北協會 （页面存档备份，存于） （繁體中文）（英文）
- India Taipei Association - 印度 台北協會的Facebook專頁